# Toé Antoine Antona
Pour les articles homonymes, voir Antona.

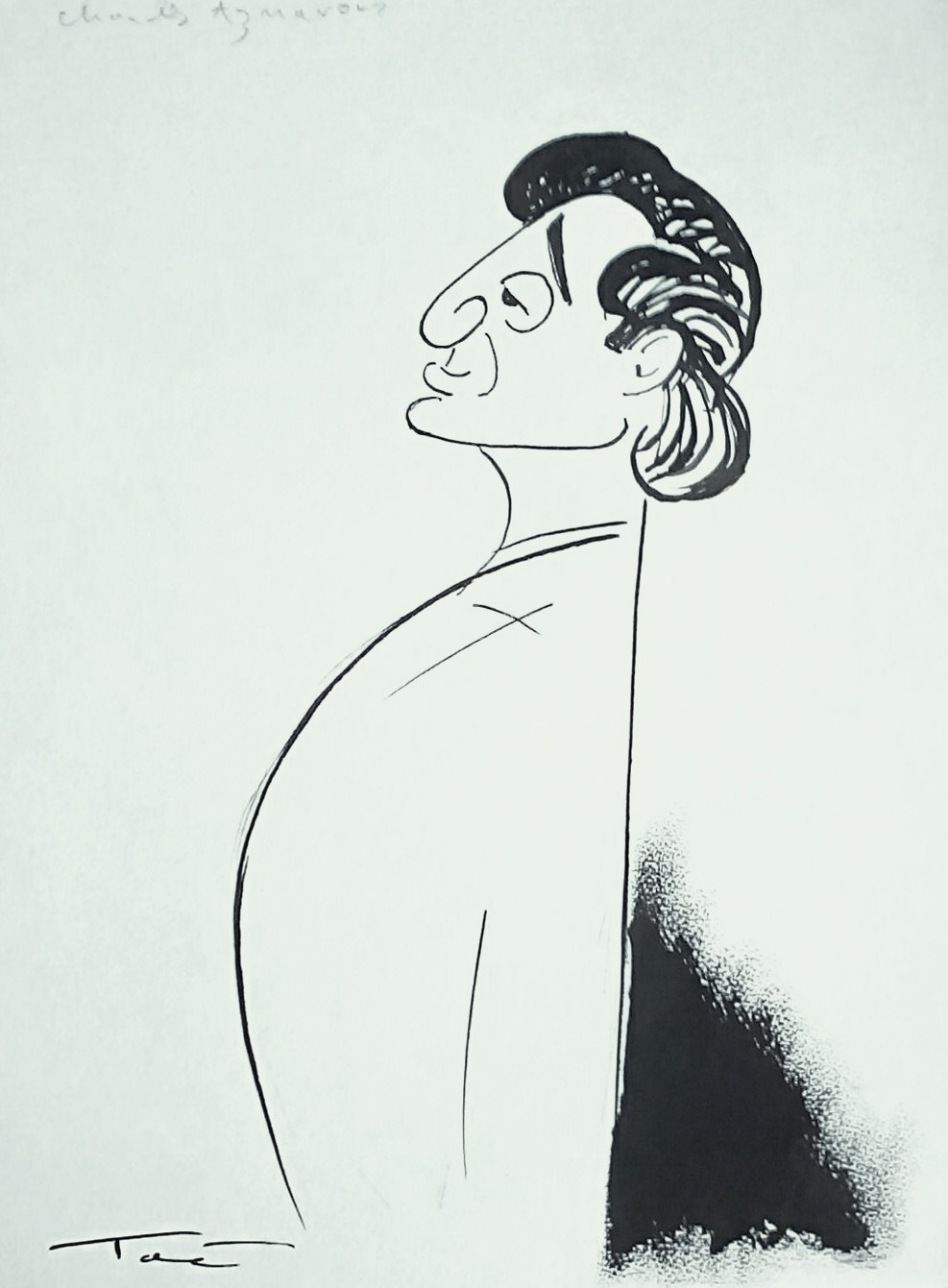
Portrait de Charles Aznavour réalisé à l'encre de chine par Toé.

Innocent Antoine Antona, dit Toé, est un caricaturiste, dessinateur et réalisateur français né à Marseille le 18 mai 1903 de parents corses et mort le 11 février 1989 dans le 15e arrondissement de Paris.

## Biographie
Après des études techniques, Antoine Antona devient dessinateur pour de nombreux journaux, dont le Matin, Le Petit Marseillais, Le Rire, Candide, Le Crapouillot. Il réalise également plusieurs albums de caricatures dont celui des avocats du barreau de Marseille, Le barreau, et deux autres albums, Mais et Je n'ai pas dit ainsi soit-il, qui portent un regard ironique sur cette époque.Il fut également rédacteur en chef des " Cahiers du film" de 1932 à 1939.
Ami de Marcel Pagnol qui l'appelait « mon cher Toto », il devient le chef de publicité, de 1932 à 1939, des studios situés rue Jean-Mermoz à Marseille. Toé réalise les affiches des films César, Marius, Le Schpountz, Léon Bernard, Cigalon, Bretonneau.
Il exécute plusieurs bronzes dont celui de Marcel Pagnol. Toé écrit de nombreuses nouvelles, réalise plusieurs courts-métrages dont le plus connu est La vie de Raimu, mais aussi La Caissière du Grand Café, Chansons de Marseille, Irma la voyante, Mon vieux camarade Richard, Noël, Un petit cabanon. Son talent lui a permis de nombreuses activités artistiques diverses et beaucoup de ses cartons renferment des dessins talentueux et également des manuscrits inédits.
Une rétrospective de son œuvre a eu lieu à Porto-Vecchio en septembre 2004 à la cinémathèque de Corse.